# IC 1994
IC 1994 је спирална галаксија у сазвјежђу Часовник која се налази на листи објеката дубоког неба у Индекс каталогу.
Деклинација објекта је - 51° 38' 36" а ректасцензија 3h 45m 55,1s. Привидна величина (магнитуда) објекта IC 1994 износи 15,2 а фотографска магнитуда 16,0. IC 1994 је још познат и под ознакама ESO 200-58, PGC 13795.